# Maria Llorença Llong
Maria Llorença Llong (Lleida, 1463 - Nàpols, 21 de desembre de 1542), coneguda com a Maria Llong o Maria Longo, arran de la seva estada a Itàlia, va ser una noble i monja catalana, fundadora de l'orde de les Clarisses Caputxines. Pertanyia possiblement a la branca de Lleida de la família Llorenç o Requesens. Es va casar amb Joan Francesc Llong, de qui va prendre el cognom. Va ser declarada beata el 2021.

## Biografia
Va néixer a Lleida, suposadament de la branca de Lleida de la família noble dels Requesens. Es va casar l'any 1483 amb el valencià Joan Francesc Llong, secretari de Ferran el Catòlic qui, l'any 1506, arran de la incorporació del Regne de Nàpols, va ser nomenat regent del consell d'Aragó. Aquell any Maria Llorença es va traslladar amb el seu marit a viure a Nàpols, on es quedà fins a la seva mort. L'any 1510 es va quedar vídua i amb tres fills.
Arran d'una malaltia incurable, podria ser una varietat d'artritis reumatoire que patia des de petita, va anar al santuari de la Santa Casa de Loreto, on va tenir una curació miraculosa. A partir d'aquest fet va demanar l'hàbit de terciària franciscana prenent el nom de Llorença i es va dedicar a servir els més pobres i malalts.
De retorn a Nàpols va fundar, juntament amb altres companyes com Vittoria Colonna, l'hospital l'anomenat Ospedalle Incurabili o de Santa Maria del Popolo degli Incurabili, al servei dels malalts pobres i incurables, sobretot als que patien sífilis, a l'abric de la «Compagnia dei Bianchi» i de la «Compagnia del Divino Amore», cercle de renovació espiritual al qual pertanyia. Obert el 23 de març de 1522, va obtenir nombrosos privilegis de Lleó X i Adrià VI, amb uns estatuts aprovats per Climent VII en 1523. Durant deu anys, Maria va dirigir l'entitat. Amb Ettore Vernazza va fundar la Confraria de Sant Joan Degollat (S. Giovanni Decollato) per a assistir els condemnats a mort. L'hospital es va ampliar per atendre dones embarassades. Més endavant, el 1526, va obrir una casa per atendre prostitutes.

### Fundadora
En 1530, quan els teatins van arribar a Nàpols, va prendre com a director espiritual Gaietà de Thiene, que dirigia l'Oratori de l'Amor Diví. Maria Llorença va prendre la determinació de deixar l'hospital i fer-se monja de clausura. El 19 de febrer de 1535, amb la butlla Debitum Pastoralis Officii, Pau III li concedí de poder fundar un nou monestir que seguís la regla de Santa Clara. En 1530 va fundar el convent de Sant Efraïm el Vell (Sant'Eframo Vecchio) perquè s'hi instal·lés la primera comunitat de caputxins de Nàpols.
L'any 1535, juntament amb Maria d'Ayerbe (duquessa de Termoli) va fundar el monestir de clausura de Santa Maria de Jerusalem, també a Nàpols, del terç orde, abraçant les Constitucions de la reforma clarissa de santa Coleta (Colette de Corbie (1381-1447)) qui maldà per retornar als orígens la regla de santa Clara. Maria Llorença va ésser abadessa fins que, en 1539, va patir un col·lapse i va deixar el càrrec.
Maria Llorença es va inspirar per fer aquesta fundació en les clarisses coletines i en l'austeritat de vida dels reformats caputxins. La fundació culminà amb el reconeixement, amb un breu del papa Pau IV (4 de setembre de 1555) de les monges de Santa Maria de Jerusalem com a les primeres clarisses-caputxines.
Va morir a Nàpols a 79 anys. L'any 1879 es va promoure a Nàpols la beatificació i l'any 1892 la Congregació del Ritu publicà el decret d'introducció de la Causa, aprovada pel papa Lleó XIII. Fou declarada venerable el 9 d'octubre de 2017 i el 28 d'octubre de 2020 es promulgà el decret de confirmació d'un miracle a causa de la seva intercessió, la qual cosa porta directament a la beatificació. La cerimònia va ser el 9 d'octubre del 2021 a la catedral de Nàpols, presidida pel cardenal Marcello Semerano.
El carrer de Nàpols on hi ha l'hospital que va fundar porta el seu nom.

## Galeria d'imatges

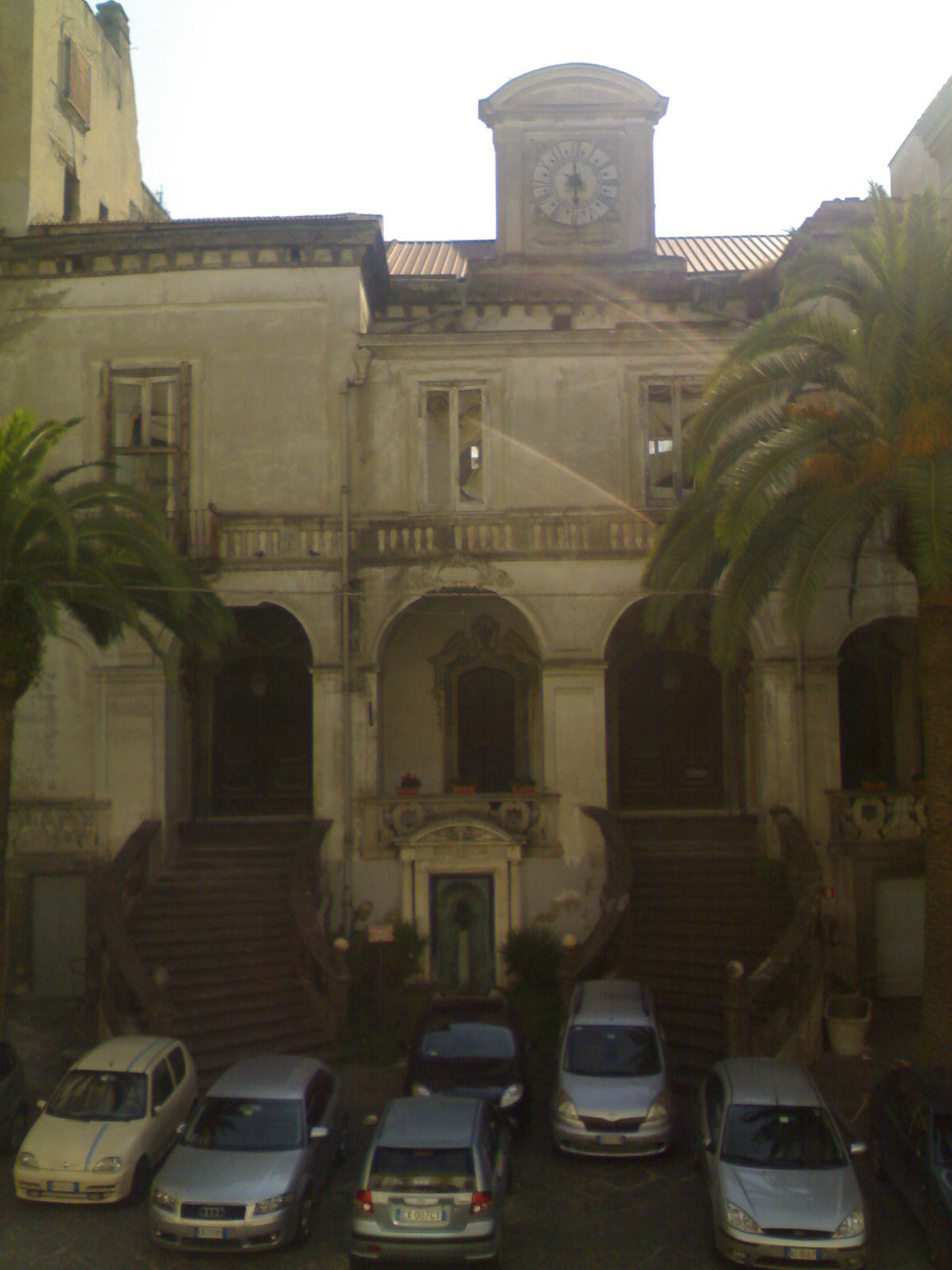
Hospital dels Inguaribles de Nàpols, fundat per Maria Llong
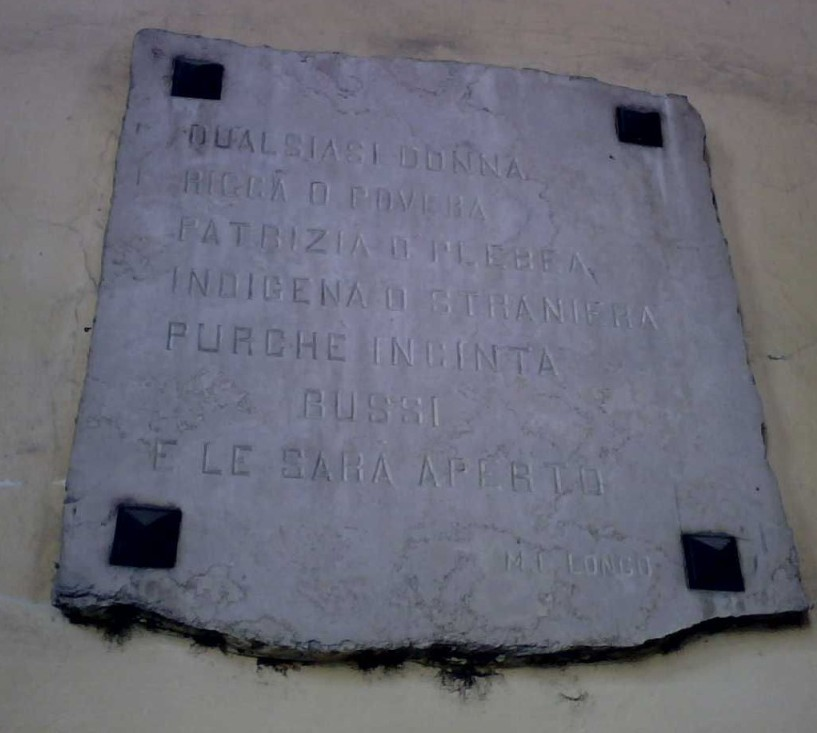
Inscripció a l'entrada de l'hospital, obra de Maria Longo: "Qualsevol dona, rica o pobra, patrícia o plebea, indígena o forastera, mentre sigui embarassada, que piqui la porta i li serà oberta"
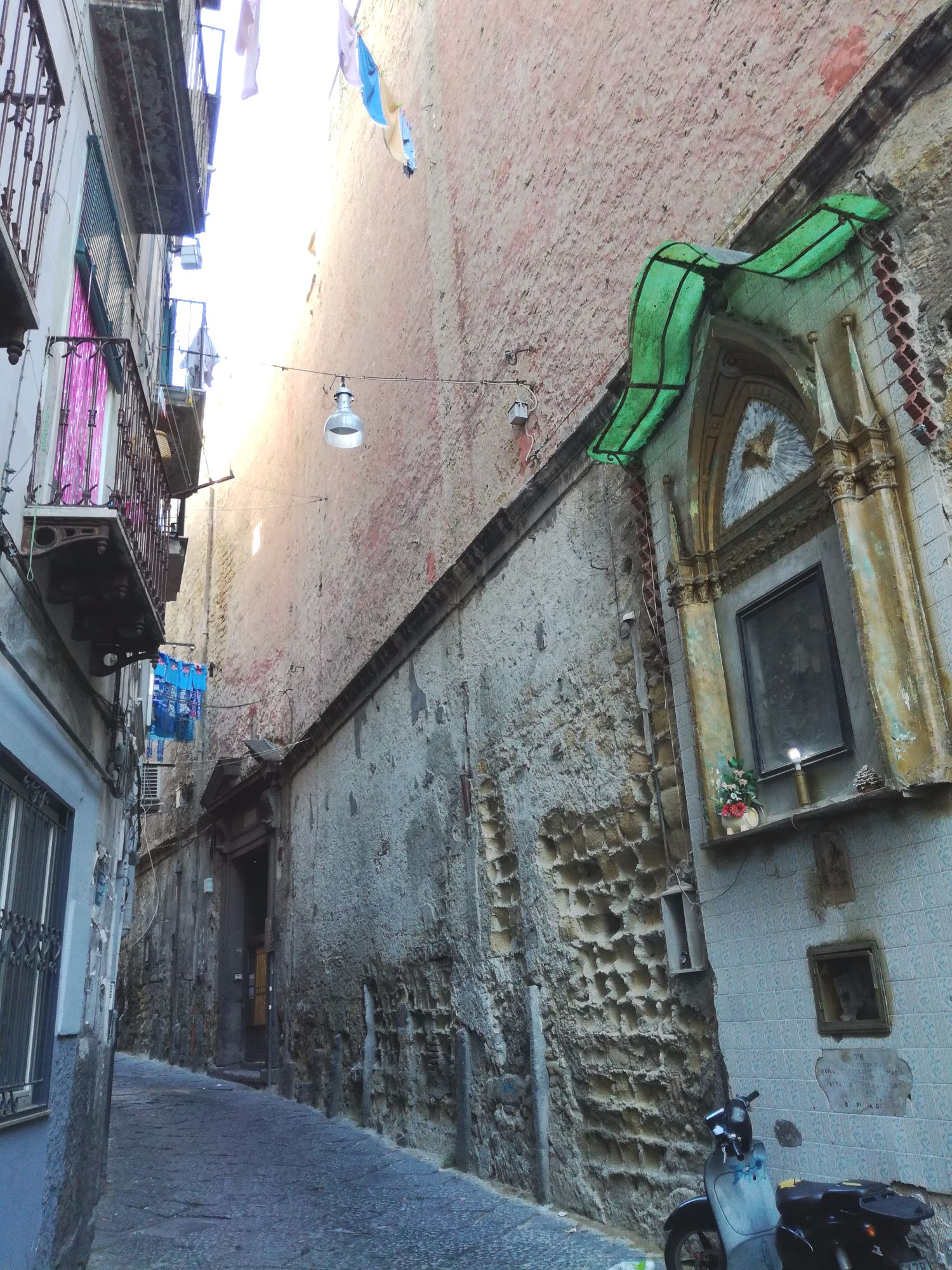
Mur i entrada del convent de Santa Maria de Jerusalem, on morí i és enterrada la fundadora